# Set the Tone
Albums de Nate James
Kingdom Falls
(2007)
Set the Tone est le premier album studio de Nate James, sorti en 2005.

## Titres
| No  | Titre                                       | Auteur                                              | Durée |
| --- | ------------------------------------------- | --------------------------------------------------- | ----- |
| 1.  | Said I'd Show You                           | Nate James, Andreas S. Jensen                       | 4:34  |
| 2.  | The Message                                 | Nate James, David Sneddon, James Mein, Jake Gosling | 3:22  |
| 3.  | Get This Right                              | Nate James, Peter Martin                            | 3:56  |
| 4.  | Pretend                                     |                                                     | 4:24  |
| 5.  | Universal                                   | Nate James, Eg White                                | 3:38  |
| 6.  | Set the Tone                                | Nate James, David Brant, Dawn Joseph                | 3:31  |
| 7.  | Funky Love featuring Carmen Reece           | Nate James, David Grant, Alan Glass                 | 4:05  |
| 8.  | Justify Me                                  | Ryan Shaw, Jamie Hartman                            | 3:41  |
| 9.  | I Don't Wanna Fight                         | Nate James, David Brant                             | 3:49  |
| 10. | I'll Decline featuring Dawn Robinson        | Nate James, David Brant, Dawn Joseph, Dawn Robinson | 3:40  |
| 11. | Impossible                                  | Nate James, David Brant, Ron St. Louis              | 3:27  |
| 12. | Can't Stop                                  | Nate James, Colin Emmanuel                          | 3:49  |
| 13. | Shake Out                                   | Nate James, Peter John-Vettese                      | 5:39  |
| 14. | Still on My Own - Sway featuring Nate James |                                                     | 3:50  |

## Classement
| Classement (2005)             | Meilleure position |
| ----------------------------- | ------------------ |
| Royaume-Uni (UK Albums Chart) | 96                 |
| Royaume-Uni (R&B Albums)      | 39                 |
| France (SNEP)                 | 68                 |
| Italie (FIMI)                 | 43                 |